# Tyleptus projectus
Tyleptus projectus är en rundmaskart. Tyleptus projectus ingår i släktet Tyleptus och familjen Campgdoridae. Inga underarter finns listade i Catalogue of Life.